# Richard Hurrell Froude
Richard Hurrell Froude (25 de marzo de 1803 – 28 de febrero de 1836) fue un sacerdote anglicano y una de los primeros líderes del movimiento de Oxford.

## Vida
Hijo de archidiácono R. H. Froude y hermano mayor de historiador James Anthony Froude y del ingeniero y arquitecto naval William Froude, fue amigo de John Keble y John Henry Newman, con quien colaboró en la Lyra Apostolica, una colección de poemas religiosos. Se convirtió en miembro del Oriel College, de Oxford, en 1826, donde conoció a Newman, con quien viajó por el Mediterráneo en el invierno de 1832–33. Estuvo asociado con los tractarianos en las primeras etapas de su movimiento. Gran parte del resto de su vida la pasó fuera de Inglaterra para aliviar su tuberculosis de la que murió más tarde.
Después de su muerte, Newman y otros amigos editan los Remains, una colección de cartas y diarios de Froude.